# Ayumi Tanimoto
Ayumi Tanimoto, född den 4 augusti 1981 i Anjo, Japan, är en japansk judoutövare.
Hon tog OS-guld i damernas halv mellanvikt i samband med de olympiska judotävlingarna 2004 i Aten.
Hon tog OS-guld igen i samma gren i samband med de olympiska judotävlingarna 2008 i Peking.